# Yundi Li
Yundi Li (chinois simplifié : 李云迪 ; chinois traditionnel : 李雲迪 ; pinyin : Lǐ Yúndí), né le 7 octobre 1982 à Chongqing en Chine, est un pianiste classique virtuose chinois. Il est le plus jeune gagnant du prestigieux Concours international de piano Frédéric-Chopin, qu'il remporte à l'âge de 18 ans en 2000 lors de la XIVe édition.
Il est spécialisé notamment dans Frédéric Chopin et Franz Liszt.

## Biographie
Yundi Li est né dans une famille d'industriels. Il est fils unique. La musique classique est un choix assez marginal dans sa ville et il a confié que, pendant que « tous les garçons de son âge jouaient au football ou à d'autres sports, il était seul à travailler son piano ».
Après sa victoire en 2000, il est juré de la XVIIe édition du Concours international de piano Frédéric-Chopin.
Il réside aujourd'hui à Hanovre en Allemagne où il étudie avec son professeur Arie Vardi à l'École supérieure de musique de Hanovre.[réf. nécessaire]
En octobre 2021, Li est arrêté dans le district de Chaoyang de Pékin par la police chinoise et accusé de prostitution (en tant que client d'une prostituée),. L'Association des musiciens chinois (en) décide de l'exclure de ses rangs. Plusieurs observateurs considèrent que sa détention fait partie d'une campagne de « rectification » visant à ce que les célebrités chinoises montrent un comportement « exemplaire »,.

## Récompenses
- 1994 : Vainqueur du Children's Piano Competition à Pékin
- 1995 : Vainqueur du Stravinsky International Youth Competition
- 1998 : Vainqueur du Missouri Southern International Piano Competition
- 1999 : 3e prix du Concours international de piano Franz Liszt
- 2000 : 1er prix Concours international de piano Frédéric-Chopin

## Discographie
- 2002 : Chopin (Sonate h-Moll, Andante spianato & Grande Polonaise brillante, Etudes, Nocturnes, Fantaisie-Impromptu)
- 2003 : Liszt : Récital
- 2005 : 4 Scherzos de Chopin
- 2005 : Vienna Recital (Scarlatti, Mozart, Schumann, Liszt)
- 2005 : DVD : Chopin Scherzi, Liszt Sonate h-Moll
- 2007 : Concerto pour piano no 1 de Liszt et Concerto pour piano no 1 de Chopin
- 2008 : Concerto pour piano no 2 de Prokofiev - Concerto pour piano en sol majeur de Ravel
- 2009 : Yundi - The Young Romantic
- 2010 : Live in Beijing
- 2010 : Nocturnes de Chopin
- 2011 : Yundi: the Red Piano (Xian Xinghai: The Yellow River Piano Concerto; Zhang Zao, Wang Jianzhong (de): 15 chinesische Volkslieder)
- 2012 : Yundi: Beethoven Klaviersonaten （Appassionata, Mondscheinsonate, Pathétique）
- 2014 : Beethoven, Concerto pour piano nº 5 Empereur, Schumann, Fantaisie en ut majeur
- 2015 : Yundi : Chopin Préludes (24 Préludes, Op.28, Prélude No.25 in C Sharp Minor, Op.45, Prélude No.26 In A Flat Major, op. posth.)
- 2016 : Yundi: Chopin Ballades, Berceuse, Mazurkas op. 17